# Ólafur Gunnarsson
Ólafur Gunnarsson (Reikiavik, 18 de julio de 1948) es un escritor islandés, principalmente novelista. Sus novelas muchas veces son de temas religiosos - sus protagonistas se encuentran ante grandes dudas en la vida y se cuestionan sobre Dios, el mal y el bien. Recibió el Premio de Literatura de Islandia en 2003, por su novela Öxin og jörðin (The Ax and the Earth). 

## Vida y trabajo
Nació en Reikiavik. Publicó su primera novela en 1978. Su obra ha sido traducida al inglés, el alemán y el francés y llevada al teatro en varias ocasiones.
Tras licenciarse en la Escuela de Comercio de Islandia en 1968, Gunnarsson trabajó de 1965 a 1971 para Ásbjörn Ólafsson ehf, y fue conductor de los servicios de emergencia médica de Reikiavik de 1972 a 1978. Desde 1974 trabaja como escritor y traductor independiente.
Ólafur comenzó su carrera literaria como poeta, con poemas publicados en periódicos, revistas y folletos antes de su primera novela, Milljón prósent menn (Un millón de hombres), que apareció en 1978. Ha publicado novelas, relatos cortos y libros infantiles, así como un relato de viajes sobre su viaje por carretera con el coautor y también novelista Einar Kárason en América en 2006. Su novela Tröllakirkja (La Catedral de los Trolls) fue nominada al Premio Literario de Islandia en 1992 y su traducción al inglés fue nominada al Premio IMPAC de Literatura de Dublín en 1996. En 1996 se estrenó una adaptación teatral del libro en el Teatro Nacional de Islandia y se vendieron los derechos cinematográficos. Gunnarsson recibió el Premio Literario de Islandia por su novela Öxin og jörðin (El hacha y la tierra) en 2003.
La obra de Ólafur se ha traducido a otros idiomas. El libro infantil Fallegi flughvalurinn (La hermosa ballena voladora, 1989) se ha publicado en inglés y fue nominado al Premio Nórdico del Libro Infantil en 1990. Algunas de sus novelas han sido traducidas al inglés, al alemán y al francés. Gunnarsson también ha traducido novelas y obras de teatro al islandés.
Desde el año 2000 Ólafur Gunnarsson ha publicado dos novelas de gran formato, ''Málarinn''  (The Painter, 2012) y "Syndarinn" (The Sinner, 2015). ''El pintor'' es un libro sobre crímenes, falsificaciones y sus consecuencias.

## Trabajos

### Novelas
- Blóðakur
- Dimmar rósir
- Gaga
- Heilagur andi og englar vítis
- Höfuðlausn
- Ljóstollur
- Milljón prósent menn
- Sögur úr Skuggahverfinu: Tvær sögur
- Tröllakirkja
- Vetrarferðin
- Öxin og jörðin

### Poesía
- Hrognkelsin: Cyclopteri Lumpi [15]
- Ljóð [16]
- Upprisan eða undan ryklokinu [17]